# Blankenburg (schip, 1965)

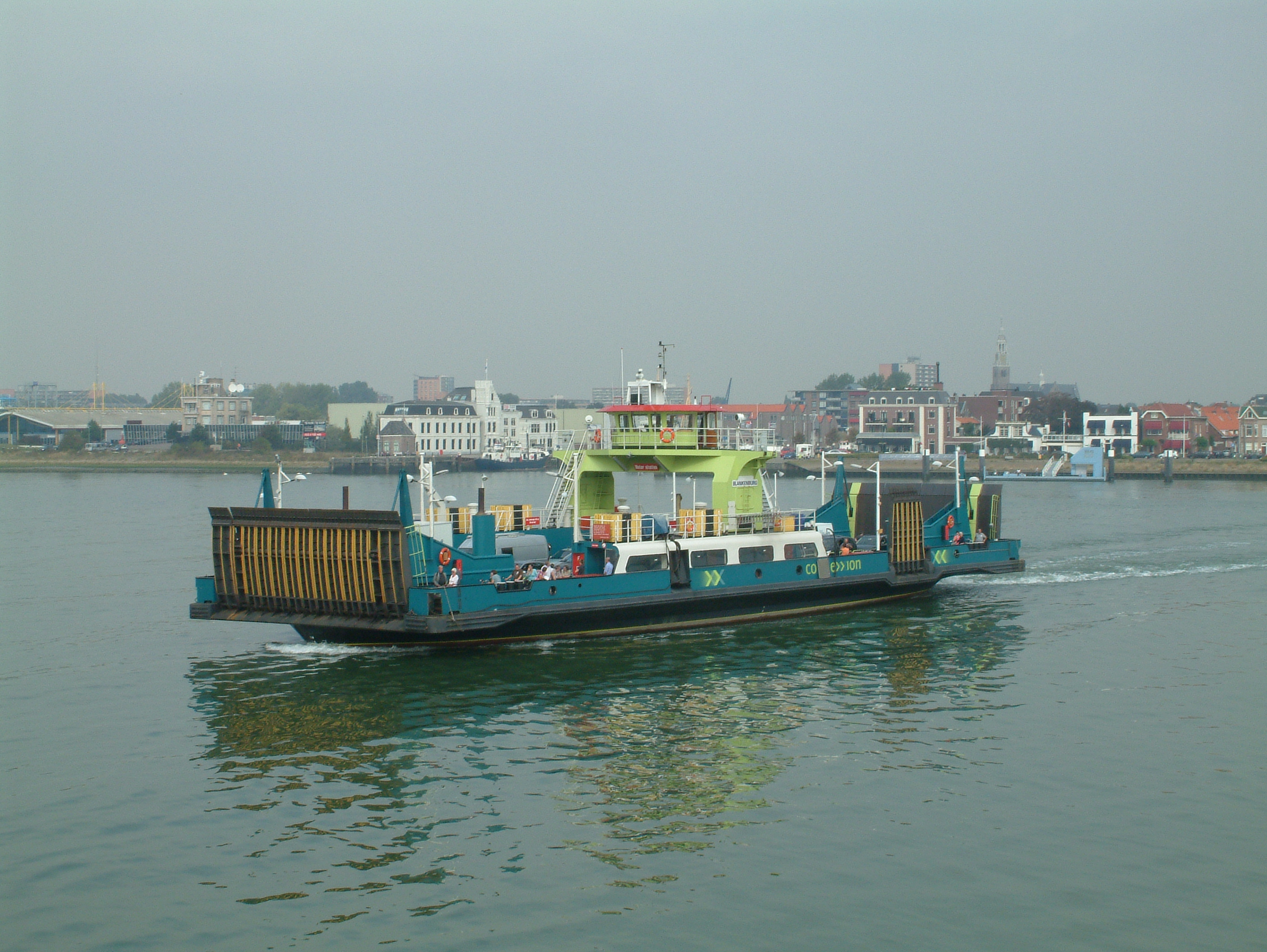
Veerpont Blankenburg

De Blankenburg is een veerpont die samen met de Staeldiep de veerdienst Maassluis-Rozenburg onderhoudt. De pont is gebouwd voor 43 auto's en 380 passagiers. Gedurende de spits varen beide ponten ruwweg om de tien minuten, daarbuiten vaart een enkele pont om de 20 minuten.

## De pont
- ENI-nummer: 02104009
- Type: Koplader
- Gebouwd door: Piet Smit, Rotterdam
- Opgeleverd: 1965
- Lengte: 50.84 m
- Breedte: 15.20 m
- Tonnage:
- Hoofdmotor: Werkspoor
- Aandrijving: Voith-Schneider-propellers

## Geschiedenis
- 1965 Gedoopt als Gedeputeerde Schilthuis voor rederij Van der Schuyt, Van den Boom en Stanfries NV (S.B.S.) SBS is ook een dochter van de Koninklijke Nedlloyd geweest.
- 2001 is de rederij verzelfstandigd onder de naam "Veer Maassluis" en kreeg de pont de naam Blankenburg
- Op 01-01-2008 ging de exploitatie over naar Rederij Naco B.V. / Connexxion Water B.V. van Connexxion Holding. De pont werd hetzelfde jaar in de groene kleuren van Connexxion geschilderd.
- In 2018 nam OttevangerOV Veer Maasluis over. Het schip werd gerenoveerd en in de gele, rode en blauwe kleuren van de nieuwe exploitant geschilderd.